# Agraylea marinkovicae
Agraylea marinkovicae är en nattsländeart som beskrevs av Malicky 1977. Agraylea marinkovicae ingår i släktet Agraylea och familjen smånattsländor. Inga underarter finns listade i Catalogue of Life.